# Chitta Ranjan Das
Chittaranjan Das (C. R. Das) (bengali : চিত্তরঞ্জন দাস), surnommé Deshbandhu (camarade de la nation), né le 5 novembre 1870 à Calcutta et mort le 16 juin 1925 à Darjeeling, est un avocat du  Bengale et une personnalité importante du mouvement d'indépendance indien.